# Bluffton (South Carolina)
Bluffton is een plaats (town) in de Amerikaanse staat South Carolina, en valt bestuurlijk gezien onder Beaufort County.

## Demografie
Bij de volkstelling in 2000 werd het aantal inwoners vastgesteld op 1275.
In 2006 is het aantal inwoners door het United States Census Bureau geschat op 3505, een stijging van 2230 (174,9%).

## Geografie
Volgens het United States Census Bureau beslaat de plaats een oppervlakte van
94,9 km², waarvan 88,0 km² land en 6,9 km² water. Bluffton ligt op ongeveer 3 m boven zeeniveau.

## Plaatsen in de nabije omgeving
De onderstaande figuur toont nabijgelegen plaatsen in een straal van 24 km rond Bluffton.